# النغالة (ردمان)

تعديل مصدري - تعديل

النغالة هي إحدى قرى عزلة ال عامر حوران بمديرية ردمان التابعة لمحافظة البيضاء، بلغ تعداد سكانها 126 نسمة حسب تعداد اليمن لعام 2004.